# NGC 2756
NGC 2756 ist eine Spiralgalaxie vom Hubble-Typ Sb im Sternbild Großer Bär am Nordsternhimmel. Sie ist schätzungsweise 180 Millionen Lichtjahre von der Milchstraße entfernt.
Das Objekt wurde am 18. März 1790 von Wilhelm Herschel entdeckt.